# Maria Walpole
Maria Walpole (Londres, 10 de julho de 1736 — Londres, 22 de agosto de 1807) foi um membro da família real britânica, esposa do príncipe Guilherme Henrique. O seu casamento com o príncipe realizou-se sem o conhecimento do rei Jorge III e levou à criação do Decreto de Casamentos Reais de 1772.

## Primeiros anos
Maria Walpole era filha de Edward Walpole e Dorothy Clement. O seu avô era Robert Walpole, considerado o primeiro-ministro do Reino Unido entre 1721 e 1741. Cresceu em Frogmore House em Windsor, mas os seus pais não eram casados e o seu estatuto de filha ilegítima prejudicou as suas relações sociais, apesar das importantes ligações que a sua família possuía.

## Condessa de Waldegrave

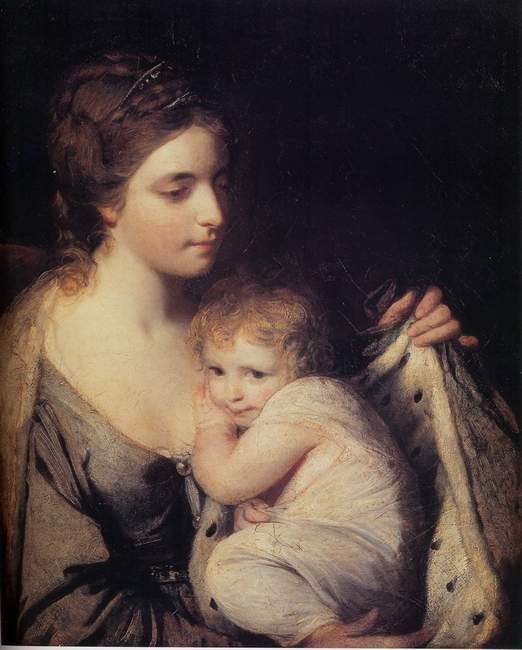
Maria por Sir Joshua Reynolds

A 15 de maio de 1759, Maria casou-se com James Waldegrave, 2.º Conde de Waldegrave, filho de James Waldegrave, 1.º Conde de Waldegrave e de Mary Webbe. Depois do casamento, Maria passou a possuir o título de Condessa de Waldegrave. O conde morreu a 28 de Abril de 1763, deixando Maria viúva. Tiveram três filhas:
- Elizabeth Waldegrave (25 de Março de 1760 – 29 de Janeiro de 1816), casada com o primo, o 4.º Conde de Waldegrave; com descendência.
- Charlotte Waldegrave (1761–1808), casada com o 4.º Duque de Grafton; com descendência.
- Anna Waldegrave (1762–1801), casada com o almirante Hugh Seymour, filho de Francis Seymour-Conway, 1.º Marquês de Hertford. Anna e Hugh eram bisavós de Charles Spencer, 6.º Conde de Spencer, que era bisavô de Diana, Princesa de Gales. Os condes de Spencer descendem de John Churchill, 1.º Duque de Marlborough; os Seymour-Conways descendem de Edward Seymour, 1.º Duque de Somerset.

Há um retrato de Maria datado de 1764-65, pintado pouco depois de ela ficar viúva por Sir Joshua Reynolds, em exibição na Dunedin Public Art Gallery.

## Duquesa de Gloucester

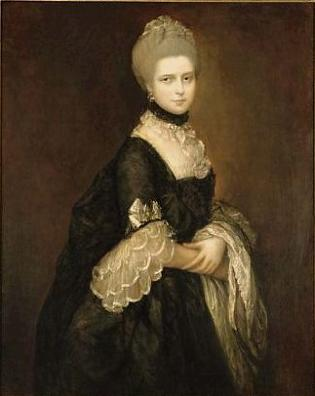
Maria por Thomas Gainsborough.

A 6 de Setembro de 1766, Maria casou-se com o príncipe Guilherme Henrique, duque de Gloucester, na sua casa em Pall Mall, Londres. O duque era o terceiro filho do príncipe Frederico de Gales e irmão do rei Jorge III. O casamento foi realizado em segredo, uma vez que a família real britânica não aceitava um casamento entre um príncipe real e uma viúva com uma posição baixa e com estatuto de filha ilegítima. O casal viveu em St. Leonard's Hill, Clewer, perto de Windsor, e tiveram três filhosː
- Sofia Matilde de Gloucester (29 de Maio de 1773 - 29 de Novembro de 1844), morreu solteira e sem descendência;
- Carolina de Gloucester (24 de Junho de 1774 - 14 de Março de 1775), morreu aos nove meses de idade;
- Guilherme Frederico, Duque de Gloucester e Edimburgo (15 de Janeiro de 1776 - 30 de Novembro de 1834), casado com a princesa Maria do Reino Unido; sem descendência.

Este casamento, bem como o de outro irmão seu, o duque de Cumberland, levou à criação do Decreto de Casamentos Reais de 1772, que exigia que todos os descentes do rei Jorge II pedissem autorização ao rei antes de se casar. Contudo, estas regras não tinham efeitos retroactivos, por isso o casamento de Maria com Guilherme Henrique foi considerado legal pelo parlamento. Como tal, Maria tornou-se Sua Alteza Real, a duquesa de Gloucester e Edimburgo. Contudo, devido à fúria de Jorge III em relação ao casamento, Maria nunca foi recebida na corte.

## Títulos e estilos
- 10 de julho de 1738 — 15 de maio de 1759: Lady Maria Walpole
- 15 de maio de 1759 — 28 de abril de 1763: A Muito Honorável A Condessa de Waldegrave
- 28 de abril de 1763 — 6 de setembro de 1766: A Muito Honorável A Condessa Viúva de Waldegrave
- 6 de setembro de 1766 — 25 de agosto de 1805: Sua Alteza Real A Duquesa de Gloucester e Edimburgo

- 25 de agosto de 1805 — 22 de agosto de 1807: Sua Alteza Real A Duquesa Viúva de Gloucester e Edimburgo